# Brahim Taleb

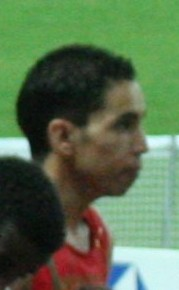
Brahim Taleb

Brahim Taleb (arabisch إبراهيم الطالب; * 16. Dezember 1982 in Rabat) ist ein marokkanischer Hindernisläufer.
Bei den Weltmeisterschaften 2007 in Osaka wurde er im Finale über 3000 Meter Hindernis disqualifiziert. 2008 schied er bei den Olympischen Spielen in Peking im Vorlauf aus.
Bei den Olympischen Spielen 2012 in London wurde er Elfter und bei den Weltmeisterschaften 2015 in Peking Siebter.

## Persönliche Bestzeiten
- 3000 m: 7:49,13 min, 21. Juli 2015, Bellinzona
- 3000 m Hindernis: 8:07,02 min, 28. Juli 2007, Heusden-Zolder